# Heroes Bois-le-Duc

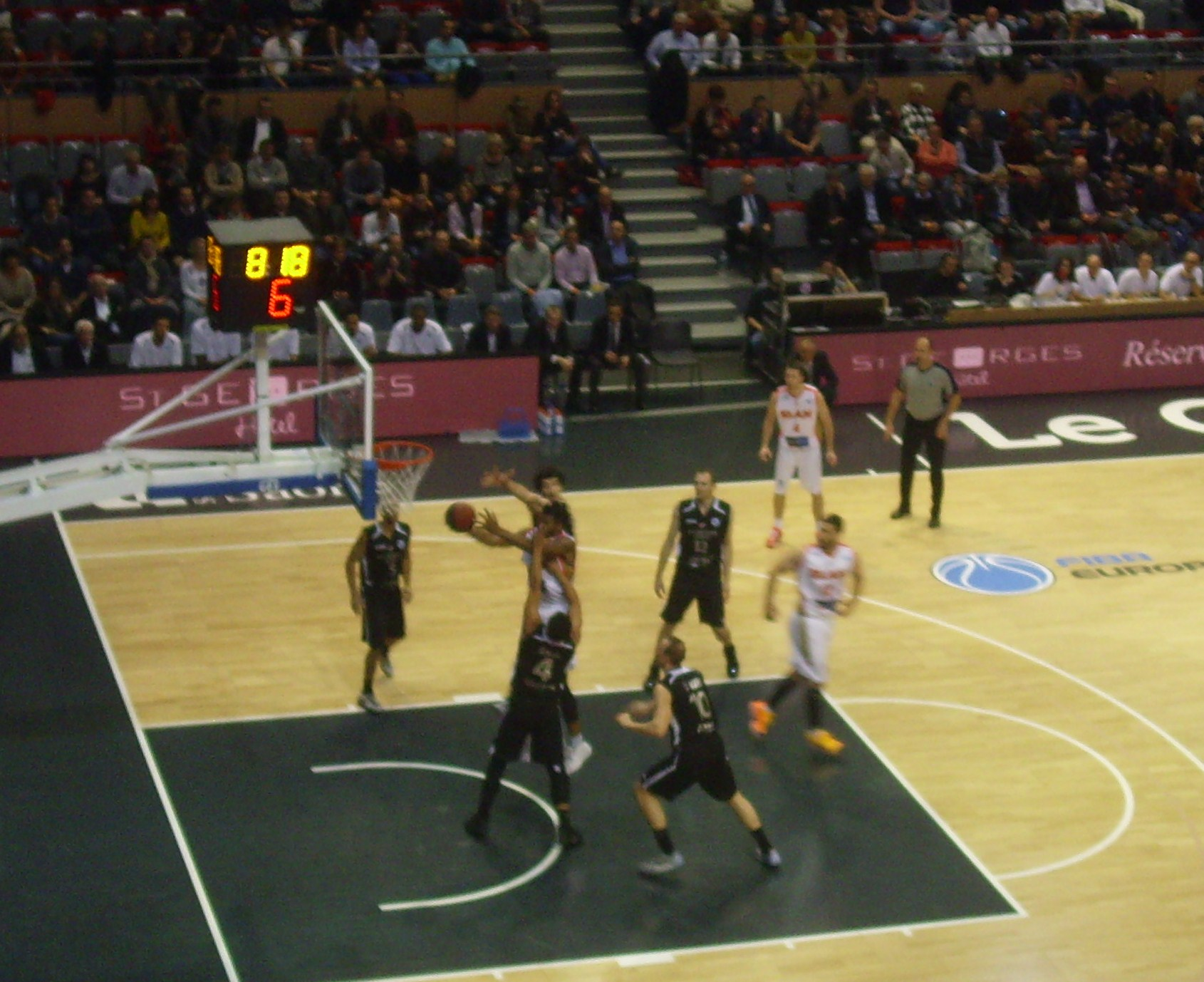
Elan Chalon - Den Bosch en Fiba Europ Cup en 2015

Les Heroes Den Bosch, ou Heroes Bois-le Duc en français, sont un club néerlandais de basket-ball issu de la ville de Bois-le-Duc ('s-Hertogenbosch ou Den Bosch en néerlandais). Le club appartient à la plus haute division du championnat néerlandais.

## Palmarès
International
- Finaliste de la Coupe Saporta : 1979
- Finaliste de la Coupe intercontinentale : 1982

National
- Champions des Pays-Bas : 1979, 1980, 1981, 1983, 1984, 1985, 1986, 1987, 1988, 1993, 1996, 1997, 2006, 2007, 2012 et 2015, 2022
- Vainqueur de la Coupe des Pays-Bas : 1993, 2000, 2002, 2009, 2010, 2013, 2016, 2024
- Vainqueur de la Supercoupe des Pays-Bas : 2012, 2015, 2022

## Personnalités du club

### Entraîneurs
- 2007 :  Jayson Wells
- 2019-2021 :  Jean-Marc Jaumin